# كيغان ماير
كيغان ماير (بالإنجليزية: Keegan Meyer)‏ هو لاعب كرة قدم أمريكي، ولد في 10 مارس 1997 في سيلفر سبرينغ في الولايات المتحدة. لعب مع High Point Panthers men's soccer ‏.